# Chironius scurrulus
Chironius scurrulus là một loài rắn trong họ Rắn nước. Loài này được Wagler mô tả khoa học đầu tiên năm 1824.